# Ticlopidina
La ticlopidina és una molècula de la família de les tienopiridines. Actua en les persones com un antiagregant plaquetari. Degut a una vida mitjana força llarga, aquest efecte inhibidor de les plaquetes persistirà entre 7 i 10 dies després d'administrar el medicament. Múltiples estudis han mostrat la seva utilitat per a la prevenció d'accidents vasculars mortals i no mortals en els pacients que han tingut un accident vascular cerebral, en les persones que han tingut antecedents d'accidents d'isquèmia cardíaca transitòria, o d'angina de pit inestable. Pot també impedir l'obstrucció de les artèries coronàries, i redueix el nombre de pacients amb una claudicació intermitent. Redueix la gravetat i els danys causats per un infart de miocardi. Permet també la disminució del nombre d'esdeveniments cardíacs, així com els episodis de trombosi (quan és utilitzat en combinació amb l'aspirina) després de la col·locació d'un stent coronari.
A Espanya està comercialitzat com EFG i Tiklid.